# شانون ماي
شانون ماي (بالإنجليزية: Shannon May)‏ (9 يونيو 1991 في أستراليا - ) هي لاعبة كرة قدم أسترالية في مركز الوسط. لعبت مع برث غلوري إف سي.

## وصلات خارجية
- شانون ماي على موقع قاعدة بيانات كرة القدم.إي يو (الإنجليزية)